# Вулиця Щоголева (Львів)
Вулиця Щоголева — вулиця в Личаківському районі Львова, у місцевості Знесіння. Пролягає від вулиці Зубрицького до Ковельської.

## Історія
У 1955 році називалась Вигідна. Сучасна назва з 1993 року на честь українського поета Якова Щоголева (1823-1898).

## Забудова
Забудова — переважно одноповерховий конструктивізм 1930-х, одноповерхова садибна забудова, одно- і дво-поверхова барачна забудова 1950-х років.